# Karen Kijewski
Pour les articles homonymes, voir Kijewski.
Karen Kijewski, née en 1943 à Berkeley en Californie, est une écrivain américaine, auteure de roman policier.

## Biographie
Après avoir passé son enfance à Berkeley, Karen Kijewski suit des études universitaires à l'université de Californie à Berkeley dont elle sort diplômée. Pendant dix ans, elle enseigne l'anglais à Brookline dans l'État du Massachusetts avant de déménager à Sacramento en Californie. Elle travaille comme barman de nuit quand elle publie son premier roman en 1989. À partir de 1990, elle se consacre entièrement à l'écriture.
Dans Ta langue au chat ? (Katwalk), elle crée le personnage de Kat Colorado, ancienne journaliste devenue détective privée à Sacramento. Ce roman a reçu le prix Shamus 1990 et le prix Anthony 1990 dans la catégorie meilleur premier roman.

## Œuvre

### Série Kat Colorado
- Katwalk,1989
  - Ta langue au chat ?, Série noire no 2248, 1990
- Katapult, 1990
  - Katapult, Série noire no 2424, 1996
- Kat's Cradle, 1991
  - Quitter Kat…, Série noire no 2343, 1994
- Copy Kat, 1992
  - Copy Kat, Série noire no 2661, 2002
- Wild Kat, 1994
- Alley Kat Blues, 1995
- Honky Tonk Kat, 1996
- Kat Scratch Fever, 1997
- Stray Kat Waltz, 1998

### Nouvelles
- Katfall, 1990
- Alley Kat, 1992
- Tule Fog, 1994

## Sources
- Claude Mesplède (dir.), Dictionnaire des littératures policières, vol. 2 : J - Z, Nantes, Joseph K, coll. « Temps noir », 2007, 1086 p. (ISBN 978-2-910-68645-1, OCLC 315873361), p. 96-97.
- Claude Mesplède, Les années "Série noire" bibliographie critique d'une collection policière, vol. 5 : 1982-1995, Amiens, Encrage, coll. « Travaux » (no 36), 2000.
- Claude Mesplède  et   Jean-Jacques Schleret (Éd. rév. de: SN, voyage au bout de la Noire), Les auteurs de la Série noire, 1945-1995, Nantes, Joseph K, coll. « Temps noir », 1996, 627 p. (ISBN 978-2-910-68611-6, OCLC 300207570), p. 272.